# Ljoeblynets
Ljoeblynets (Oekraïens: Люблинець) is een nederzetting met stedelijk karakter en gemeente in de Oekraïense oblast Wolynië. De plaats telde in 2017 4.570 inwoners. Tot de gemeente behoort ook het dorp Mosjtsjena. Ljoeblynets ligt op zo'n 7 kilometer van de stad Kovel.